# Vorfahren Jesu

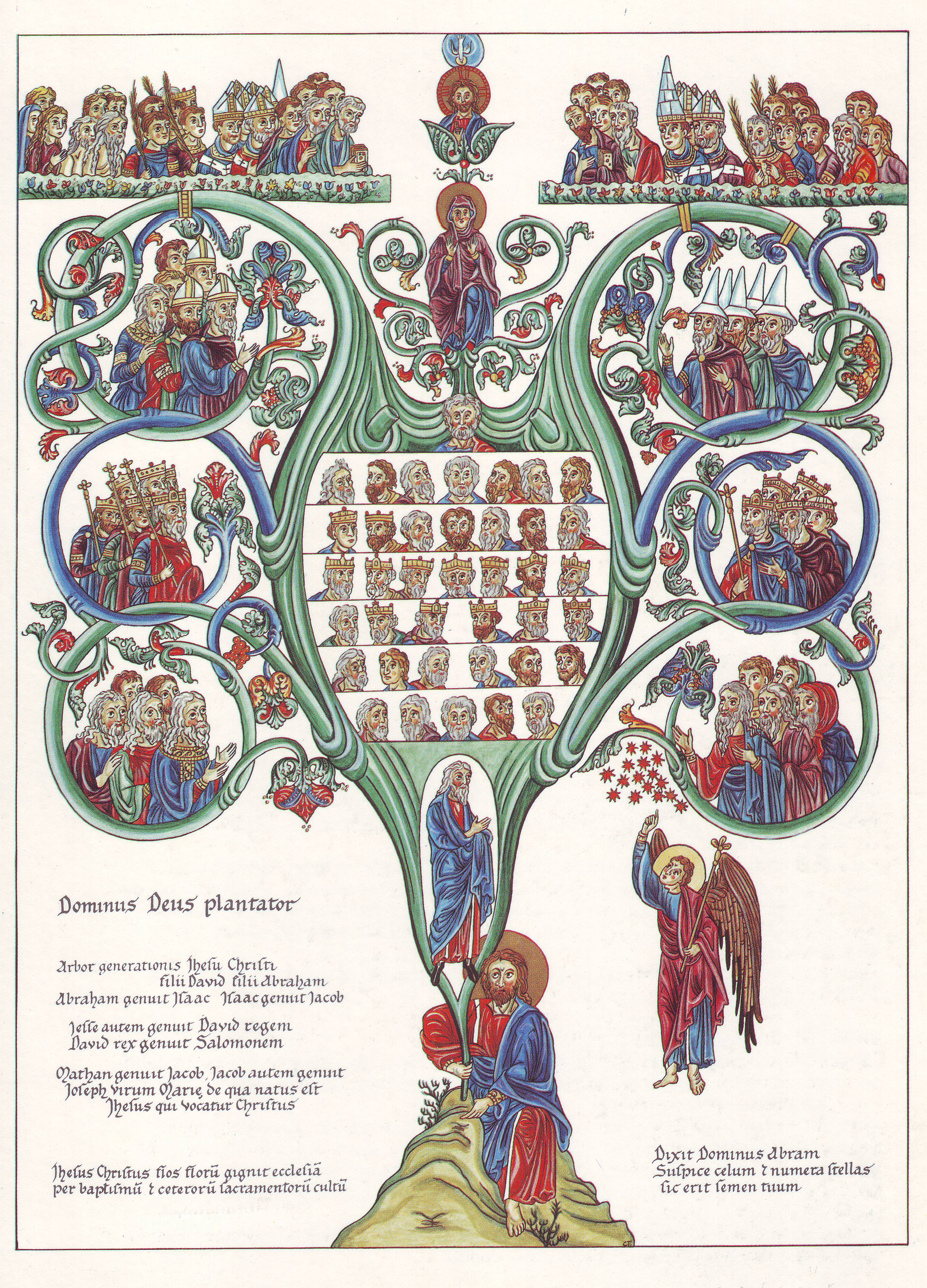
Der Stammbaum Christi, Darstellung aus dem Hortus Deliciarum der Herrad von Landsberg (um 1180)

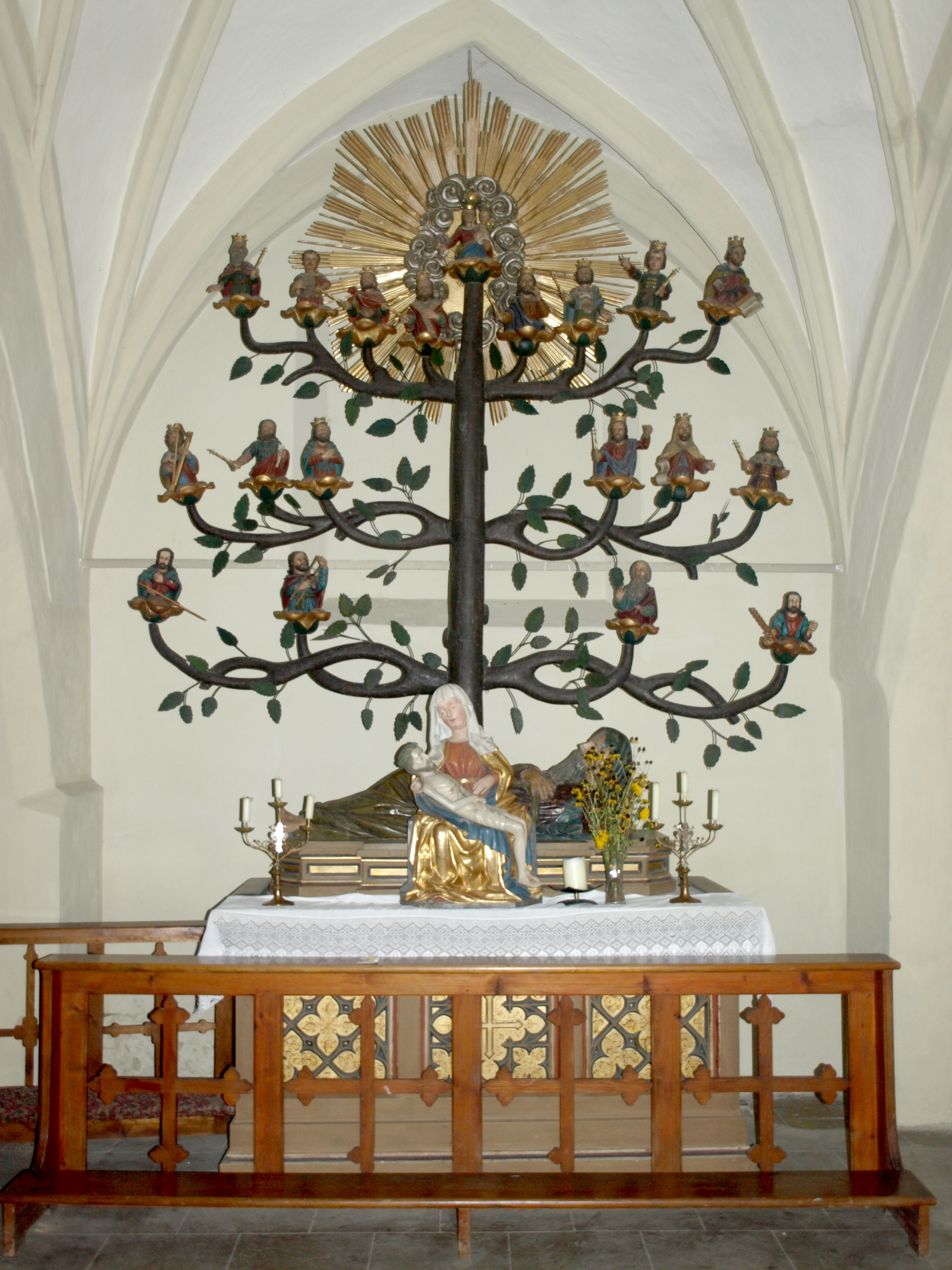
Wurzel Jesse in der Pfarrkirche Erla

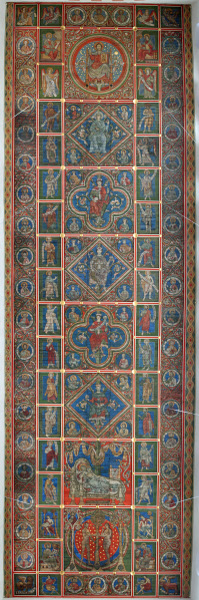
Wurzel Jesse, Deckengemälde in St. Michael in Hildesheim

Die Vorfahren Jesu von Nazaret überliefert das Neue Testament der Bibel in zwei der vier Evangelien als listenartige Stammlinie der Väter (oft fälschlich als Stammbaum bezeichnet). Beide Abstammungslisten nennen Abraham, Juda und David als Vorfahren, weichen aber bei den Nachkommen Davids ganz voneinander ab. Die Liste des Matthäus gibt die Vorfahren von Josef wieder, dem rechtlichen Vater Jesu. Ob sich die Liste des Lukas ebenfalls auf Josef bezieht, oder auf Jesu leibliche Mutter Maria, ist umstritten. Inwieweit die Evangelisten auf bereits vorhandene Listen zurückgegriffen haben, ist unsicher.
In der christlichen Ikonographie vor allem des Mittelalters wird die bildliche Darstellung des Stammbaums Christi als Wurzel Jesse oder lateinisch Radix Jesse bezeichnet.

## Die Abstammungsliste in Matthäus 1
Matthäus beginnt sein Evangelium mit den Worten: „Buch der Genesis Jesu Christi“, griechisch: Biblos geneseôs Iêsou Christou (Βίβλος γενέσεως Ἰησοῦ Χριστοῦ). Anstelle von „Genesis“ übersetzen manche mit „Abstammung“, „Herkunft“, „Stammbaum“ oder „Geschichte“ (wenn als Überschrift des gesamten Buches aufgefasst).
Die Liste führt von Abraham über David bis Josef, dem Mann von Maria, der Mutter Jesu. Hier folgt der Text nach der Einheitsübersetzung (Mt 1,1–17 ); sie schreibt anstelle des regelmäßig wiederkehrenden (wörtlich) „… zeugte …“ (griechisch: egennêsen ἐγέννησεν) „… war der Vater von …“ (danach meist kurz „… von …“):

„1 Stammbaum Jesu Christi, des Sohnes Davids, des Sohnes Abrahams: 2 Abraham war der Vater von Isaak,

Isaak von Jakob, / Jakob von Juda und seinen Brüdern.

3 Juda war der Vater von Perez und Serach; ihre Mutter war Tamar.

Perez war der Vater von Hezron, Hezron von Aram,

4 Aram von Amminadab,

Amminadab von Nachschon, Nachschon von Salmon.

5 Salmon war der Vater von Boas; dessen Mutter war Rahab.

Boas war der Vater von Obed; dessen Mutter war Rut. Obed war der Vater von Isai,

6 Isai der Vater des Königs David.

David war der Vater von Salomo, dessen Mutter die Frau des Urija war.

7 Salomo war der Vater von Rehabeam,

Rehabeam von Abija, Abija von Asa,

8 Asa von Joschafat,

Joschafat von Joram, Joram von Usija.

9 Usija war der Vater von Jotam,

Jotam von Ahas, Ahas von Hiskija,

10 Hiskija von Manasse,

Manasse von Amos, Amos von Joschija.

11 Joschija war der Vater von Jojachin und seinen Brüdern; das war zur Zeit der Babylonischen Gefangenschaft. 12 Nach der Babylonischen Gefangenschaft war Jojachin der Vater von Schealtiël,

Schealtiël von Serubbabel,

13 Serubbabel von Abihud,

Abihud von Eljakim, Eljakim von Azor.

14 Azor war der Vater von Zadok,

Zadok von Achim, Achim von Eliud,

15 Eliud von Eleasar,

Eleasar von Mattan, Mattan von Jakob.

16 Jakob war der Vater von Josef, dem Mann Marias;

von ihr wurde Jesus geboren, der der Christus (der Messias) genannt wird.

17 Im Ganzen sind es also von Abraham bis David vierzehn Generationen, von David bis zur Babylonischen Gefangenschaft vierzehn Generationen und von der Babylonischen Gefangenschaft bis zu Christus vierzehn Generationen.“

## Die Abstammungsliste in Lukas 3
Die Liste der Vorfahren Jesu nach der Elberfelder Übersetzung (Lk 3,23–38 ):

„23 Und er selbst, Jesus, war ungefähr dreißig Jahre alt, als er auftrat, und war, wie man meinte, ein Sohn des Josef, des Eli, 24 des Mattat, des Levi, des Melchi, des Jannai, des Josef, 25 des Mattitja, des Amos, des Nahum, des Hesli, des Naggai, 26 des Mahat, des Mattitja, des Schimi, des Josech, des Joda, 27 des Johanan, des Resa, des Serubbabel, des Schealtiël, des Neri, 28 des Melchi, des Addi, des Kosam, des Elmadam, des Er, 29 des Joschua, des Eliëser, des Jorim, des Mattat, des Levi, 30 des Simeon, des Juda, des Josef, des Jonam, des Eljakim, 31 des Melea, des Menna, des Mattata, des Natan, des David, 32 des Isai, des Obed, des Boas, des Salmon, des Nachschon, 33 des Amminadab, des Admin, des Arni, des Hezron, des Perez, des Juda, 34 des Jakob, des Isaak, des Abraham, des Terach, des Nahor, 35 des Serug, des Regu, des Peleg, des Eber, des Schelach, 36 des Kenan, des Arpachschad, des Sem, des Noach, des Lamech, 37 des Metuschelach, des Henoch, des Jered, des Mahalalel, des Kenan, 38 des Enosch, des Set, des Adam, des Gottes.“

Lukas verwendet in dieser Liste das Wort „Sohn“ nur ein einziges Mal, und zwar in Verbindung mit Jesus, „Jesus … seiend Sohn, wie man meinte, Josefs, des Eli, des Mattat …“ Den griechischen Artikel tu (τοῦ) könnte man statt mit „des“ auch mit „von“ übersetzen. Die meisten Bibelübersetzungen beschränken die Aussage „Jesus … seiend Sohn“ auf seine Beziehung zu Josef, dessen Sohn er ja gerade nicht war. Dabei ergänzen die Übersetzungen die Angaben des Lukas. Die Einheitsübersetzung ersetzt am Beginn „… Josefs, des Eli, des Mattat …“ durch „… Josefs. Die Vorfahren Josefs waren: Eli, Mattat, …“ (Lk 3,23f ). Die Lutherübersetzung ergänzt mehr als 70-mal „der war ein Sohn“, was am Beginn so aussieht: „Jesus … wurde gehalten für einen Sohn Josefs, der war ein Sohn Elis, der war ein Sohn Mattats, …“ Aber am Ende der Liste vermeidet auch die Lutherübersetzung diese Einfügung, weil es inhaltlich unpassend scheint, Adam als Sohn Gottes zu bezeichnen: „… Sets, der war ein Sohn Adams. Der war Gottes“ (Lk 3,23f und 38 ).
Die Bibelübersetzungen zeigen hier ein breites Spektrum von Varianten, sie empfinden demnach den wörtlichen Text des Lukas als deutungsbedürftig und bauen ihre Deutung in ihre Übersetzung ein.

## Gemeinsamkeiten

### Von Abraham bis David
Beide Abstammungslisten führen über die Patriarchen Abraham, Isaak und Jakob, außerdem über Juda und David. Damit ist die Zugehörigkeit Jesu von Nazaret zum Volk Israel offenkundig. Abraham sowie David hatten im Hinblick auf eigene Nachkommen besondere Segensverheißungen empfangen; durch solche Listen erschien es denkbar, dass diese Verheißungen in besonderer Weise auf Jesus zielen. Somit konnte man Jesus als Anwärter auf die Messiaswürde betrachten.
Während beide Listen bei den Vorfahren von Abraham bis David weitgehend übereinstimmen, weichen sie ab David ganz voneinander ab. Sie folgen den Vätergeschichten der Genesis (Gen 12-49) und den Genealogien von Rut 4,18–22  und 1 Chr 2,1–15 ; auch wo sie auseinandergehen, beziehen sie sich auf biblische Traditionen.

### Die Zahl Sieben
Matthäus unterstreicht die Hauptstationen seiner Liste durch eine Zahlensymbolik, bei der die Zahl 14 (also zweimal sieben) hervorgehoben wird. Die Zahl Sieben gilt im Judentum als Ausdruck der Vollkommenheit. Matthäus unterteilt die gesamte Abfolge in dreimal 14 Generationen, wobei die erste Reihe mit David endet, die zweite mit Jojachin (zur Zeit der Babylonischen Gefangenschaft) und die dritte mit Jesus. Anscheinend zählt Matthäus die Babylonische Gefangenschaft doppelt, nämlich am Ende der 2. und am Beginn der 3. Reihe.
Lukas verzichtet auf eine solche Hervorhebung der Zahl Sieben. Aber Lukas nennt insgesamt 77 Namen von Männern (Gott, am Ende erwähnt, ist hier nicht mitgezählt). Es wäre denkbar, dass er stillschweigend auf die Zahl Sieben geachtet hat. Von Adam an, also in der Lukas-Liste vom Ende an zählend, ist Henoch der siebente (vgl. Judas 14: „Henoch, der siebente von Adam an“). Danach ist Abraham der 14., nach diesem ist David der 14., danach kommt eine Liste von aus der Bibel kaum bekannten Namen, und es endet mit Jesus als 42. Namen (also 6-mal sieben).

## Abweichend von David bis Jesus
Während Matthäus die Vorfahren des Josef nach David auf die königliche Hauptlinie Salomos zurückführt, geht die Liste bei Lukas nach David über die Seitenlinie Nathans, eines späteren Sohnes Davids (2 Sam 5,14 ). Auch alle weiteren Namen zwischen David und Josef sind bei Matthäus und Lukas andere.
Lukas nennt zudem zwischen David und Abraham eine Generation mehr und schreibt auch einige der Namen anders.

## Besonderheiten der Liste bei Matthäus
Im Matthäusevangelium steht die Liste ganz am Anfang.

### Abraham und David hervorgehoben
Die Liste hebt schon im ersten Vers die wichtigsten Vorfahren hervor: David, den König Gesamtisraels und Empfänger der Messiasverheißung, und Abraham, den Stammvater aller Israeliten, dem die künftige Segensverheißung für alle Völker der Erde gegeben wurde:

„Ich will segnen, die dich segnen; wer dich verwünscht, den will ich verfluchen. Durch dich sollen alle Geschlechter der Erde Segen erlangen.“

(Gen 12,3 ).

### Matthäus nennt auch Frauen
Matthäus folgt der formelhaften Sprache biblischer Genealogien, die vom Stammvater aus jeweils den Vater als Zeuger seines ältesten bzw. erbberechtigten Sohnes zuerst nennen, also jeden Namen doppeln: „Abraham zeugte Isaak. Isaak zeugte Jakob“ usw. Nicht als Glieder der Kette, zu der nur Männer gehörten, aber zusätzlich nennt Matthäus auch einige der Mütter in Jesu Stammlinie: Alle vier ausdrücklich oder indirekt genannten Frauen, Tamar, Rahab, Rut und Batseba („Frau des Urija“) weisen nach damaligen moralischen Maßstäben anstößige Merkmale oder Umstände wie heidnische Herkunft, Prostitution und Ehebruch, fanden aber dennoch offenbar Annahme vor Gott. Auch die am Ende genannte Maria konnte aufgrund ihrer außerehelichen Empfängnis in Verdacht geraten.
Daneben wird vorgetragen, die Gemeinsamkeit der vier Frauen bestehe darin, dass sie keine Jüdinnen seien. So argumentiert etwa Joseph Ratzinger (Benedikt XVI.). Damit weise Matthäus unter anderem auf den universalen Heilsaspekt auch für Nichtjuden hin. Wörtlich heißt es bei Ratzinger: „So tritt durch sie [diese Frauen] die Welt der Völker in den Stammbaum Jesu ein – seine Sendung zu Juden und Heiden wird sichtbar.“
Der katholische Theologe Matthias Berghorn dagegen deutet die Gemeinsamkeit der zusätzlichen Nennung von Tamar (1,3), Rahab (1,5), Rut (1,5) und Josef (1,16) in dem Sinne, dass sie als gerecht (Tamar: Gen 38,24; Josef: Mt 1,19) und barmherzig (Rahab: Jos 2,14; Rut: Rut 3,10) gelten und damit zu den idealen Vorfahren Jesu Christi werden, erweist sich Jesus doch als barmherzig (Mt 9,13; 12,7) und erfüllt damit die von Gott geforderte Gerechtigkeit (Mt 3,15; 4,1–11).
Für Matthäus steht damit die Relation Jesu auf die Erwählung Israels im Vordergrund. Der Messias ist für ihn derjenige „echte“ Jude, der einlöst und hält, was ganz Israel von Beginn an versprochen wurde, auch und gerade wo diese Erfüllung der Verheißungen in Frage gestellt zu sein schien oder der begrenzten menschlichen Erwartungshaltung widersprach. Mit Jesus Christus findet die Genealogie ihr Ende; Jesus wird als der Verheißene, als derjenige gedeutet, der sein Volk aus seinen Sünden retten wird (Mt 1,21). Mit ihm ist der Stammbaum des Heils an sein Ende gekommen; nach Jesus werden zwar weitere Geschlechter kommen, die jedoch nicht mehr auf das Heil zulaufen, sondern sich in ihm befinden.

## Besonderheiten der Liste bei Lukas

### Vorfahrenliste erst in Kapitel 3
Im Lukasevangelium folgt die Vorfahrenliste auf die Geburtsgeschichten (Lk 1–2) und den Bericht über das Auftreten Johannes’ des Täufers bis zur Taufe Jesu (Lk 3,1–22 ).

### „Sohn“ nur einmal genannt
Die Vorfahrenliste (Lk 3,23–38 ) leitet hier das Auftreten des erwachsenen Jesus Christus ein. Die Leser von Lk 1–2 waren bereits darüber informiert, dass Jesus von einer Jungfrau geboren wurde und dass Josef nicht leiblicher Vater Jesu war. Wörtlich schreibt Lukas:
„Jesus, … seiend Sohn/Nachkomme, wie man dachte Josefs, des Eli, des Mattat …“
Hier fällt auf, dass Lukas in seiner Liste nur ein einziges Mal hyios (υἱός) schreibt, also „Sohn“ (oder, im weiteren Sinn, „Nachkomme“ – diese Bedeutung hat das Wort manchmal, etwa wenn Jesus als „Sohn Davids“ bezeichnet wird). Nur Jesus wird hier als „Sohn“ bezeichnet. Aus dem Wortlaut schließt Frédéric Godet, dass Jesus „Sohn“ oder „Nachkomme“ der in der folgenden Liste genannten Männer ist, also:
„Jesus …, Nachkomme … des Eli, des Mattat …“
Dabei ist, wie immer in biblischen Abstammungslisten, an leibliche Abstammung gedacht. Diese kann im Fall von Jesus nur über Maria führen (was den Lesern von Lk 1–2 bereits klar war), so dass es hier eigentlich um die Liste der männlichen Vorfahren Marias geht.
Nach Godet „sind die sämtlichen Genitive einander koordiniert, nicht subordiniert. Demnach hängt der letzte Ausdruck, Gottes, nicht von Adam ab, sondern von dem Wort Sohn, der Apposition von Jesus, was ganz gut zum Zusammenhang paßt, da ja Jesus unmittelbar vorher, bei der Taufe, als Sohn Gottes angeredet worden ist.“
Von Jesus ausgehend nennt Lukas dessen Vorfahren, in die Vergangenheit zurückschreitend. Die Abstammungslinien in der Bibel, wie auch jene des Matthäus, gehen umgekehrt vor: von der älteren Zeit ausgehend bis zur eigenen Gegenwart.
Die meisten Bibelübersetzungen vermuten, dass Lukas der Kürze wegen nur einmal „Sohn“ schreibt und dass im Folgenden immer wieder „Sohn“ hinzuzudenken sei. Und so ergänzen sie gleich zu Beginn, dass Josef der Sohn des Eli war. Die Lutherübersetzung fügt diese Ergänzung 75-mal ein in folgender Form:
„… Josefs, der war ein Sohn Elis, der war ein Sohn Mattats, …“
anstelle von „… Josefs, des Eli, des Mattat, …“.
Am Ende weicht die Lutherübersetzung, wie alle Bibelübersetzungen, davon ab und schreibt:
„… Sets, der war ein Sohn Adams. Der war Gottes.“
Es wird also vermieden, Adam als „Sohn Gottes“ zu bezeichnen. Wenn man aber „Sohn“ durchgehend (nur) auf Jesus bezieht, passt auch dieser letzte Hinweis, denn Jesus ist nicht nur „Menschensohn“, sondern auch Gottes Sohn.

### Die Vorfahren von Adam bis Abraham
Lukas führt die Vorfahrenliste nicht nur bis Abraham zurück, sondern darüber hinaus bis zu Adam – und zu Gott. Darin lassen sich verschiedene theologische Anliegen vermuten, etwa die durch den Mensch gewordenen Gott vollbrachte Rettung: „His lineage begins with God and with Adam, because salvation is accomplished through this human incarnation of God“ („Seine Abstammung beginnt mit Gott und mit Adam, weil die Erlösung durch diese Menschwerdung Gottes zustandekommt“), und auch, dass der Retter bereits am Beginn der Schöpfung präsent war: Der Beginn der Liste mit Adam zeige „that Jesus is the Christ of all mankind from the very first day of creation“ („dass Jesus der Christus der ganzen Menschheit vom allerersten Tage der Schöpfung an ist“).
Adam als Ausgangspunkt der Abstammungsliste Jesu weist auf die von Paulus dargelegte Gegenüberstellung hin: „‚Der erste Mensch, Adam, wurde zu einer lebendigen Seele‘, der letzte Adam zu einem lebendig machenden Geist. (…) Der erste Mensch ist von der Erde, irdisch; der zweite Mensch vom Himmel.“ (1 Kor 15,45–47 ) In der Menschwerdung des Sohnes Gottes verbinden sich Himmel und Erde.
Man kann in der bis zur Schöpfung zurückreichenden Ahnenliste das lukanische Missionsinteresse sehen: Schon hier gerät die universale Ausbreitung des Evangeliums zu allen Menschen in den Blick.

## Harmonisierungsversuche
Das Auseinanderklaffen der beiden Abstammungslisten ab David veranlasste in der Kirchengeschichte schon bald verschiedene Harmonisierungsversuche.

### Die Liste des Lukas betrifft Maria
Wer die Liste des Lukas durchgehend auf die leibliche Sohnschaft Jesu bezieht („Jesus ist Nachkomme … des Eli, des Mattat …“), sieht darin die Liste der Vorfahren Marias. Daraus ergibt sich eine einfache Erklärung dafür, dass die beiden Listen ab David voneinander abwichen: Sie betreffen zwei verschiedene Personen: Josef (bei Matthäus) und Maria (bei Lukas). Damit stimmt überein, dass die Kindheitsgeschichte bei Matthäus viele Erlebnisse des Josef berichtet (unter anderem vier Träume), während Lukas vor allem die Erlebnisse von Maria berichtet.
Dass David zu den leiblichen Vorfahren Jesu gehörte, war eine feste Überzeugung der frühen Christen. Paulus drückte sie am Beginn seines Römerbriefes aus: Gottes Sohn, „der aus dem Samen Davids gekommen ist dem Fleisch nach“ (Röm 1,3 ). Da die Juden damals vor allem auf die väterliche Abstammung achteten, ging diese Abstammung von David wohl über den Vater Marias. Das schließt nicht aus, dass die Mutter Marias mit Elisabeth, einer Nachkommin Aarons, verwandt war – und damit auch Maria selbst (wie Lukas berichtet: Lk 1,5 und 36 ). Es war nicht gefordert, innerhalb des eigenen Stammes zu heiraten.

### Levirats-/Schwagerehe
Eusebius von Caesarea erklärte die Abweichungen der Listen ab David über die in der Tora verankerte Leviratsehe (Schwagerehe) und berief sich dabei auf eine nicht erhaltene Schrift von Sextus Iulius Africanus. Nach Dtn 25,5–10  regelte den Fall, dass ein verheirateter Mann kinderlos verstirbt. Wenn sein Bruder mit ihm „zusammenwohnte“, so sollte er die Witwe, also seine Schwägerin, heiraten. Dadurch sollte das Erbteil des Verstorbenen erhalten bleiben.
Nach Eusebius nennt die christliche Tradition eine Frau namens Estha als Großmutter von Joseph. Sie habe Matthan geheiratet, einen Nachfahren Davids über dessen Sohn Salomo. Gemeinsam hätten sie einen Sohn Jakob gehabt. Nach dem Tod Matthans habe sie Melchi geheiratet, einen Nachfahren Davids über dessen Sohn Nathan. Gemeinsam hätten sie einen Sohn Eli gehabt. Somit wären Jakob und Eli Halbbrüder mit derselben Mutter gewesen. Eli habe geheiratet, sei aber kinderlos gestorben. Nach dem Brauch der Leviratsehe habe seine Witwe dessen Bruder Jakob geheiratet, um Eli Nachkommen zu verschaffen. Sie habe dann Josef geboren. Dieser wäre damit einerseits der biologische Sohn von Jakob und damit Nachfahre Salomos gewesen, andererseits rechtlich auch der Sohn Elis und damit Nachfahre Nathans.

### Erbtöchter
Fritz Rienecker erklärt die Unterschiede ausgehend von den Regelungen über die Erbtöchter aus Numeri 27,8 . Wenn ein Mann starb, aber nur Töchter und keine Söhne hinterließ, so waren seine Töchter erbberechtigt; der Mann einer Erbtochter musste sich in das Geschlecht ihres Vaters einschreiben lassen und bekam dadurch gleichsam zwei Väter (Neh 7,63 ; 1. Chr 2,21+22 . Vgl. 4. Mo 32,41 ). Wenn Maria nun keine Brüder hatte, so wurde ihr Ehemann damit nicht nur Schwiegersohn ihres Vaters Eli, sondern auch rechtlicher Sohn. Demnach wäre die Ahnentafel nach Matthäus also diejenige, die über den leiblichen Vater Josephs führt, während die Ahnentafel nach Lukas die Vorfahren des Vaters von Maria auflistet. Allerdings wird als Vater Marias gewöhnlich Joachim genannt, während im Stammbaum von Eli die Rede ist.

### Verzicht auf eine Harmonisierung
Joseph Ratzinger hingegen verzichtet auf eine Harmonisierung. Die beiden Evangelisten hätten „mit Überlieferungen gearbeitet, deren Quellen wir nicht rekonstruieren können“. Es sei überflüssig, darüber Hypothesen aufzustellen: „Beiden Evangelien kommt es nicht auf die einzelnen Namen an, sondern auf die symbolische Struktur, in der sich der Ort Jesu in der Geschichte darstellt: Sein Verwobensein in die geschichtlichen Wege der Verheißung sowie auf den Neubeginn, der paradoxerweise zugleich mit der Kontinuität von Gottes geschichtlichem Handeln seine Herkunft kennzeichnet.“

## Historische Einordnung
Die Diskrepanzen zwischen den Vorfahrenlisten waren seit etwa 1750 ein wichtiges Thema der Historisch-kritischen Theologie. Die Vereinbarkeit der beiden Listen galt nicht mehr als vorrangiges Auslegungsziel. In der Bibelkritik seit der Aufklärung gelten die Diskrepanzen als einer der Beweise für die Widersprüchlichkeit der Bibel insgesamt. Damit kam es zu einer stärkeren Beachtung der theologischen Aussageabsichten jenseits von historischen Beweisführungen.
Die Vorstellung, dass die beiden Evangelisten die Abstammungslinien selbst konstruierten, um die theologisch wichtige Abstammung Jesu von David zu belegen, wird aber oft bestritten; eine solche Vorgangsweise wäre eine pia fraus (ein frommer Betrug). Der jüdische Theologe Géza Vermes plädiert dafür, dass die Evangelisten auf im Umlauf befindliche Ahnentafeln zurückgriffen und dabei unterschiedliche Versionen verwendeten.

## Einzelbelege
1. ↑  So Theodor Zahn: Das Evangelium des Matthäus (Kommentar), 4. Auflage 1922 (Nachdruck Wuppertal 1984), S. 39 und 42.
2. ↑  Ludwig Neidhart versteht den Text so, dass Jesus ein „Sohn“ oder „Nachkomme“ war sowohl von Eli, als auch von Mattat, als auch von Levi usw.; in seiner Abhandlung Historische Nachrichten über die Apostel …, dort Kap. 16a: Die Stammbäume Jesu (S. 109–116, dort 109).
3. 1 2 3 4  Joseph Ratzinger / Benedikt XVI.: Jesus von Nazareth. Prolog. Die Kindheitsgeschichte, S. 18/19
4. ↑  Matthias Berghorn: Die Genesis Jesu Christi aber war so … Die Herkunft Jesu Christi nach dem matthäischen Prolog (Mt 1,1–4,16), VR Unipress, Göttingen 2019, S. 234–246.
5. ↑  Karl-Heinrich Ostmeyer: Der Stammbaum des Verheißenen. Theologische Implikationen der Namen und Zahlen in Mt 1,1–17. In: New Testament Studies. Band 46, Nr. 2. Cambridge University Press, 1. April 2000, S. 190.
6. ↑  Dargelegt von Frédéric Godet: Das Evangelium des Lukas [Kommentar].Hannover 1890 (Nachdruck, Brunnen Verlag, Gießen 1986), S. 142–145.
7. ↑  Frédéric Godet: Das Evangelium des Lukas. 1890 (Nachdruck 1986), S. 143.
8. ↑  Peter F. Penner: Luke (Евангелие От Луки), in: Slavic Bible Commentary, hgg. Sergey Sannikov, Langham Global Library, Carlisle 2022, S. 1262–1330, dort 1299.
9. ↑  Octavian D. Baban: Luke, in: Central and Eastern European Bible Commentary, hgg. Corneliu Constantineanu, Peter Penner, Langham Global Library, Carlisle 2022, S. 1107–1163, dort S. 1114.
10. ↑  Eusebius, Kirchengeschichte 1:7 und 6:31.
11. ↑  Fritz Rienecker: Wuppertaler Studienbibel, Band Matthäus, S. 14.